# ザ・インサイダー
ザ・インサイダー（The Insider）は、ロシアに焦点を当てた独立系メディアである。
2013年11月、連帯のメンバーで自由民主主義者であるロマン・ドブロホトフによって設立された。編集長はアンドリス・ヤンソンズが務める。
調査報道、ファクトチェック、特定などを専門としており、イギリスの調査報道ウェブサイトベリングキャットやBBCなどと協力関係にある。フェイクニュースの暴露でも知られる。
2021年7月23日、ロシア当局はザ・インサイダーを外国エージェントに指定し、同月25日にべリングキャットとともにロシアでの活動を禁止。このときにドブロホトフは、ザ・インサイダーはリガで活動をしており、ロシアには駐在員事務所を持っていないと述べている。2022年時点では、プラハに編集部を置いて活動を続けている。

## 主な調査

### 特定への寄与
- 2014年 - マレーシア航空17便撃墜事件に関与したロシア連邦保安庁（FSB）の将軍[7]（べリングキャット、BBCとの協力）
- 2018年 - 元ロシア人二重スパイセルゲイ・スクリパリ暗殺未遂事件の容疑者[8]（べリングキャット、BBCとの協力）
- 2019年 - ジョージア難民ゼリムハン・ハンゴシヴィリ暗殺に関与したFSBの特殊部隊と再犯殺人犯[9]（ドイツの週刊誌デア・シュピーゲルとの協力）
- 2020年 - 反プーチン政治活動家アレクセイ・ナワリヌイ毒殺未遂事件に関与したFSB工作員チーム[10]。（べリングキャット、BBC、デア・シュビーゲル、ラジオ・フリー・ヨーロッパとの協力）

- 2022年 - ロシアのウクライナ侵攻中の8月28日に親クレムリンのTelegramチャンネルで共有された動画中でのウクライナ人捕虜への残虐行為・処刑に関与した人物[11]（べリングキャットとの調査）
- 同年 - ウクライナの民間住宅・インフラに対する精密誘導ミサイル攻撃を管理するロシア軍部隊・隊員33人[12]（べリングキャット[13]、デア・シュピーゲルとの協力[14]）
  - 12月16日、EUはこの調査で判明した隊員のうち29人に経済制裁を課した[15][16]。

### その他
- 2014年10月16日にチェコで発生した兵器庫爆発（2人死亡）に関与したロシア連邦軍参謀本部情報総局（GRU）将校2人について、チェコ当局が発表した調査内容について[17]。
- ナワリヌイ毒殺未遂に関与したFSBのチームは、2015年と2017年の反プーチン政治活動家ウラジーミル・カラムルザ毒殺未遂[18]と2019年4月16日の作家のドミトリー・ビコフ毒殺未遂にも関与しているとみられることについて[19]。
- 2015年2月27日に暗殺されたエリツィン政権で第一副首相を務めたこともある政治家ボリス・ネムツォフも、FSBに追跡されていたこと[20]。
- ジュエリー・ブランドの経営者で、NATO将校が創設したナポリのライオンズクラブ会員であった「マリア・アデラ」の正体が、べリングキャット、デア・シュビーゲル、ラ・レプッブリカとの協力によりGRU将校の娘オルガ・コロボワであると判明[21]。
- 2015年にカールトン大学を卒業[22]、2018年秋にカルガリー大学で戦略研究の修士号を取得、2021年秋よりノルウェーのトロムソ大学の客員研究員であった「ホセ・アシス・ジャンマリア」を、GRU大佐[23]のミハイル・ヴァレリエヴィッチ・ミクシンと確認していたことについての詳細情報(べリングキャットとの協力[24][25])[26]。ミクシンは、2022年10月24日にノルウェー国家公安警察(PST)に拘束された[27][28][29]。
- 2024年パリオリンピック直前の7月19日、フランス当局にスパイ容疑で逮捕されたロシア人シェフ(エージェント)キリル・グリャズノフ(1984年ペルミ生まれ)について[30][31]。アルコール依存症であったグリャズノフは、同年5月にブルガリアのリゾート地で泥酔。行きがかりの人々にパリに行く理由を話し、FSBの身分証明書を提示したばかりでなく、目的のために雇ったモルドバ人に電話をしていたと目撃者からザ・インサイダーに情報提供があった。この人物を調査した結果、GRU職員との関係も確認された[32]。(デア・シュピーゲル、ル・モンドとの協力)
  - 2023年11月にパリのいくつかの地域の建物にダビデの星の落書きをした疑いで2名のモルドバ人が逮捕されている[33]。落書きのなかにはイスラエル選手団が人質に取られた1972年ミュンヘンオリンピックでのテロ(ミュンヘンオリンピック事件)の再発を示唆するものも含まれていたという[34]。

## 受賞
- 2017年11月 - 欧州評議会世界民主主義フォーラム（英語版）評議会賞[35]
- 2017年5月 - 欧州報道賞（英語版）（セルゲイ・スクリパリ暗殺未遂事件の容疑者割り出し、べリングキャットと共同受賞）[36]
- 2019年5月 - レッドコレギア賞（英語版）（『奴隷制との闘いを求める声は、国家制度を脅かしています』）[37]
- 2019年8月 - フリー・メディア・アワード [38]
- 2021年2月 - レッドコレギア賞（FSB職員がウラジーミル・カラムルザを毒殺しようとした方法）[39]